# 大野木 (名古屋市)
大野木（おおのぎ）は、愛知県名古屋市西区にある地名。現行行政地名は大野木一丁目から大野木五丁目と山田町大字大野木。住居表示未実施。

## 地理
名古屋市西区北部に位置する。大野木は住宅地、大字大野木は洗堰緑地と庄内川の河川敷に残るのみである。西は歌里町・市場木町・宝地町、東は山田町大字大野木を挟んで北区落合町、南は山田町大字大野木を挟んで、稲生町・北区中切町・福徳町、北は比良。南から順に1丁目～5丁目がある。

### 河川
- 山西用水
- 庄内川 - 山田町大字大野木内南部を流れる

## 歴史

### 地名の由来
当地にある大乃伎神社に由来するとも、『尾張國地名考』によると、大木があったことから渡し船の目印になっていたことからともいう。

### 沿革
- 室町時代には、当地名はみられる。
- 1889年（明治22年） - 市制町村制下の西春日井郡大野木村となる。
- 1906年（明治39年） - 合併により西春日井郡山田村の大字大野木となる。
- 1955年（昭和30年） - 名古屋市に編入され、同市西区山田町大字大野木となる。
- 1960年（昭和35年）3月4日 - 大野木土地区画整理組合の設立が認可される[5]。
- 1972年（昭和47年） - 大字大野木の一部が西区歌里町・宝地町・花原町・赤城町・五才美町・市場木町・坂井戸町・大野木1～5丁目となる。大野木1～5丁目は山田町大字大野木・山田町大字上小田井・山田町大字比良の各一部から成立。
- 1981年（昭和56年） - 大字大野木の一部が比良1～4丁目となる。

## 世帯数と人口
2019年（平成31年）2月1日現在の世帯数と人口は以下の通りである。
| 丁目         | 世帯数    | 人口    |
| ------------ | --------- | ------- |
| 大野木一丁目 | 495世帯   | 1,078人 |
| 大野木二丁目 | 408世帯   | 822人   |
| 大野木三丁目 | 576世帯   | 1,351人 |
| 大野木四丁目 | 943世帯   | 2,160人 |
| 大野木五丁目 | 439世帯   | 967人   |
| 計           | 2,861世帯 | 6,378人 |

## 学区
市立小・中学校に通う場合、学校等は以下の通りとなる。また、公立高等学校に通う場合の学区は以下の通りとなる。
| 丁目         | 番・番地等 | 小学校                 | 中学校                 | 高等学校 |
| ------------ | ---------- | ---------------------- | ---------------------- | -------- |
| 大野木一丁目 | 全域       | 名古屋市立大野木小学校 | 名古屋市立山田東中学校 | 尾張学区 |
| 大野木二丁目 | 全域       | 名古屋市立大野木小学校 | 名古屋市立山田東中学校 | 尾張学区 |
| 大野木三丁目 | 全域       | 名古屋市立大野木小学校 | 名古屋市立山田東中学校 | 尾張学区 |
| 大野木四丁目 | 全域       | 名古屋市立大野木小学校 | 名古屋市立山田東中学校 | 尾張学区 |
| 大野木五丁目 | 全域       | 名古屋市立大野木小学校 | 名古屋市立山田東中学校 | 尾張学区 |

## 交通

### バス
- 名古屋市営バス（名古屋市交通局）
  - 大野木一丁目停留所
  - 大野木二丁目停留所
  - 大野木四丁目停留所
  - 大野木五丁目停留所

### 道路
- 愛知県道158号小口名古屋線
- 愛知県道162号松河戸西枇杷島線

## 施設

### 1丁目
- 大野木第2公園
- 曹洞宗陽岳寺

### 2丁目
- 大野木第1公園
- 大乃伎神社
- 大野木学区集会所

### 3丁目
- 大野木第3公園
- 名古屋市立大野木小学校

### 4丁目
- 大野木コミュニティセンター

1985年（昭和60年）10月16日、名古屋市内18番目のコミュニティセンターとして開所。420平方メートルの敷地に鉄筋コンクリート造2階建ての建物があり、和室と会議室をそれぞれ2部屋ずつ備える。

### 5丁目
- 名古屋市消防局西消防署大野木出張所

### 大字大野木
- 洗堰緑地

## その他

### 日本郵便
- 郵便番号 : 452-0803[2]（集配局：名古屋西郵便局[9]）。